# Daredevil (pel·lícula)
|  | Per a altres significats sobre Daredevil, vegeu «Daredevil (desambiguació)». |

Daredevil és una pel·lícula estatunidenca de superherois de 2003 escrita i dirigida per Mark Steven Johnson. Basada en el personatge de Marvel Comics de mateix nom, el film és protagonitzat per Ben Affleck com a Matt Murdock, un advocat cec que lluita per la justícia des de la sala de justícia i des dels carrers de Nova York com el vigilante emmascarat Daredevil. Jennifer Garner fa de l'interés romàntic de Matt Elektra Natchios; Colin Farrell interpreta l'assassí despietat Bullseye; David Keith fa de Jack "El Dimoni" Murdock, un boxejador avesat i el pare de Matt; i Michael Clarke Duncan interpreta a Wilson Fisk, també conegut com el senyor del crim Kingpin.

## Repartiment
- Ben Affleck com a Matt Murdock/ Daredevil

Un advocat defensor que va quedar cec de jovenet en un accident amb residus químics i que augmenta dràsticament els seus sentits restants amb un "sentit sonar" que li permet percebre el seu entorn. Ell li promet al seu pare que "aguantarà els colps i allargarà els assalts". Després d'això el seu pare no tarda en ser mort per uns pinxos, i ell jura venjar-se. Una nit es converteix en el vigilante en forma de dimoni que es pren la justícia pel seu compte. Affleck va ser triat per al paper l'octubre de 2001. Vin Diesel va ser considerat per a interpretar a Daredevil abans que ell, però va optar per un paper en altre film altre film. En una entrevista el febrer de 2011 Guy Pearce va dir que li havien oferit el paper, però que ho va rebutjar; dient que "les coses basades en tires còmiques no són del meu gust, certament no." Matt Damon va revelar més tard que se li havia oferit el paper. Va afirmar que a ell i a Ben "els encantava eixe còmic, però que no hi creien en el guió o el director per aleshores." Colin Farrell també va ser considerat fins que Affleck va signar. Com a fan que era, Affleck es va assegurar de llegir-se tots els comic-books de Daredevil; comentant que es tractava de prendre el que coneixia com a fan i plasmar-ho fidelment a la pantalla. Joe Quesada ho considerava la "serendipitat en acció" que Affleck tinguera el paper del protagonista; i quan ell i Kevin Smith van fer els còmics Guardian Devil, ells van modelar Daredevil sobre la base d'Affleck. Affleck va dir Daredevil havia estat el seu còmic favorit de menut, i va explicar el perquè va agafar el paper dient: "Tothom té una cosa que recorda de la seua infància, i que després d'adult continua amb ella. Esta història és això per a mi." A més a més, va dir, "No volia que un altre ho fera, perquè es podrien desviar de l'obra original i espifiar-la."
- Scott Terra com el jove Matt Murdock

De jove té problemes amb els perdonavides del barri, i té un fort lligam amb el seu pare. Açò canvia de diferents maneres després de l'accident. Terra es va anunciar oficialment com a part del repartiment el març de 2002.
- Jennifer Garner com a Elektra Natchios

La filla del multimilionari Nikolas Natchios i l'interès amorós de Matt Murdock. Sent molt jove va presenciar l'assassinat de sa mare, i a partir d'aleshores el seu pare va fer que ella entrenara en les arts marcials. Per al paper d'Elektra, moltes actrius van ser considerades, incloent Penélope Cruz, Salma Hayek, Natalie Portman, Lucy Liu, Jessica Alba, i Katie Holmes. Es va acabar fent una llista de candidates més curta, amb les possibles tries de Jennifer Garner, Jolene Blalock, Mía Maestro i Rhona Mitra, amb Garner finalment convertint-se en l'actriu que aconseguia el paper. Garner va comentar el següent sobre el personatge, "Crec que és forta i guai, també bonica i intel·ligent. Seria un bon model a seguir." Garner va destacar que la disfressa seria diferent de la d'Elektra en els còmics; on ella solia portar un setinat carmesí, però tot i així a la pel·lícula portaria cuir negre. Garner va explicar, "[E]l carmesí mai hauria funcionat per a amagar un arnès, i sé que pot sonar ridícul, però has de protegir la teua pell una mica. Em van llançar tant per terra al terrat [que] em vaig tallar tot i portar cuir, així que imagina si no haguera portat res."
- Michael Clarke Duncan com a Wilson Fisk/ Kingpin